# Cecil Chubb

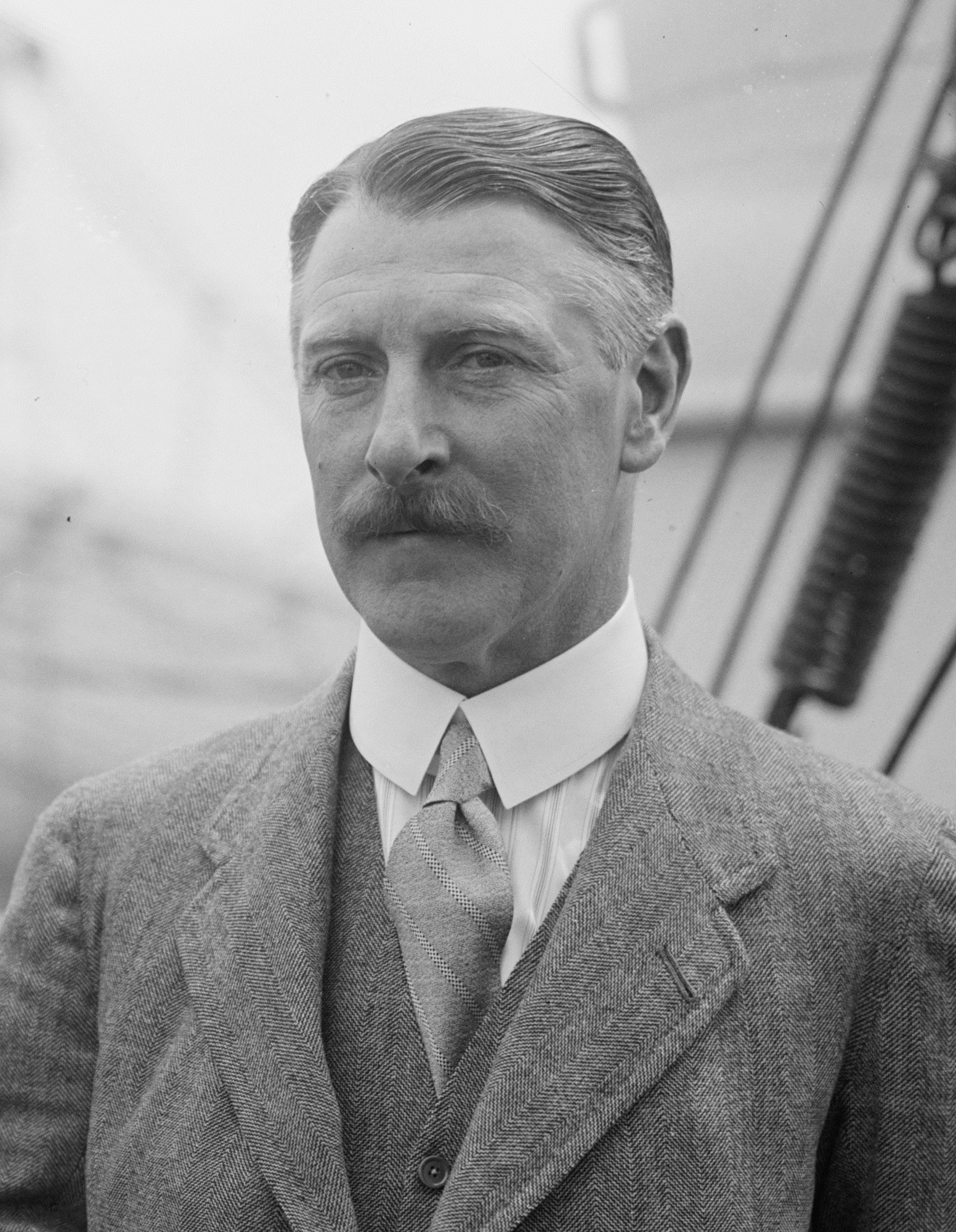
Cecil Chubb

Cecil Chubb (Shrewton, 14 maart 1876 – Bournemouth, 22 september 1934) was tot 26 oktober 1918 de eigenaar van Stonehenge. Na die datum heeft hij Stonehenge aan de overheid geschonken onder de volgende voorwaarden:
- De inkomsten van Stonehenge moesten worden geschonken aan het Rode Kruis.
- De inwoners van zijn woonplaats Shrewton en van Amesbury moesten gratis binnen kunnen.

Cecil Chubb had in 1915 Stonehenge voor 6.600 pond gekocht op een openbare verkoop, omdat hij vond dat iemand uit de buurt eigenaar moest worden. 